# Атабаев, Мухан Джумагалиевич
Мухан Джумагалиевич Атабаев (20 апреля 1940 — 28 декабря 2007) — советский хозяйственный и политический деятель.

## Биография
Родился в 1940 году в поселке Тахта-Базар. Член КПСС.
Окончил Казахский химико-технологический институт.
В 1964—1968 гг. — механик, инженер, заместитель начальника конструкторского отдела Актюбинского химического комбината.
В 1968—1979 гг. — начальник цеха, заместитель начальника проектно-конструкторского отдела, главный механик, начальник фосфорного цеха, начальник технического отдела, заместитель генерального директора, директор ремонтного завода, в 1979—1991 гг. генеральный директор Джамбулского производственного объединения «Химпром».
В 1991—1998 гг. — президент Ассоциации предприятий фосфорной промышленности Казахстана, президент акционерной холдинговой компании «Каратау», президент управляющей компании «ЮТЕК-ЛУКойл», главный советник по производству фосфора управляющей компании «IBE Trade Corporation».
В 1998—2005 гг. — полномочный представитель министерства энергетики, индустрии и торговли Республики Казахстан по фосфорной отрасли.
Избирался депутатом Верховного Совета Казахской ССР 11-го созыва, народным депутатом Казахстана (1990—1993). Делегат XXVII съезда КПСС.
Почетный химик СССР, заслуженный рационализатор СССР, заслуженный работник химической промышленности Республики Казахстан, почётный житель Тараза.
Умер в Таразе.

## Награды
- Орден Трудового Красного Знамени (дважды)